# Pedro Prestán
Pedro Prestán (Cartagena de Indias, República de la Nueva Granada; 1852 - Colón, Estados Unidos de Colombia; 18 de agosto de 1885) fue un abogado, general y caudillo liberal colombiano.

## Biografía
Pasó su infancia sin su padre y debido a su precaria vida, su familia se mudó al departamento de Colón donde pudo estudiar Derecho y ejerció la abogacía.
Tuvo una participación activa en la guerra civil colombiana de 1884-1885, donde liberales radicales buscaban contrarrestar la política de La Regeneración, un proyecto centralista del presidente liberal moderado Rafael Núñez que buscaba desaparecer el sistema federal de los Estados Unidos de Colombia, y que tenía el apoyo de liberales más moderados y conservadores.
Con el fin de liberar el departamento de Panamá, junto con Rafael Aizpuru, aprovecharon el debilitamiento de las fuerzas militares que estaban fuera del istmo y el 16 de marzo de 1885 asaltaron al mismo tiempo las ciudades terminales de Panamá y Colón, este último a cargo de Prestán. Para lograrlo, Prestán necesitaría armamento que sería transportado por el navío Colon del Pacific Mail Steamship Company. Sin embargo, el 30 de marzo se dio una situación confusa donde retuvo al cónsul estadounidense y a otros en la que tuvo que intervenir el navío USS Galena de la marina de Estados Unidos y el nuevo gobierno conservador de Carlos A. Gónima, conllevó al fracaso de la sublevación liberal en Colón el 31 de marzo, coincidiendo con un gran incendio que consumió casi toda la ciudad, excepto 7 casas. A pesar de que Aizpuru logró vencer a los conservadores en la capital panameña y erigirse como presidente del Estado Soberano de Panamá, tuvo que dejar el poder a los pocos días por presión de los marinos estadounidenses que habían invadido las ciudades terminales en abril y se reinstauró el gobierno local alineado a Núñez.
Con el regreso de los conservadores, se buscó saldar a los responsables del incendio de la ciudad de Colón, por lo que inicialmente señalaron al haitiano Antoine Pautricelli y al jamaicano George Davis "Cocobolo", quienes fueron arrestados días antes por los estadounidenses y entregados a los conservadores colombianos, siendo enjuiciados y ahorcados públicamente de manera exprés el 6 de mayo de 1885. Sin embargo, se comenzó a señalar que Prestán era el verdadero causante del incendio, en lo que se sospechaba habían motivos de presión por parte de los estadounidenses, quienes se sentían indignados que un negro hubiese hecho daño a autoridades estadounidenses en la revuelta, también para el gobierno de Núñez la eliminación de Prestán era una forma de desarmar cualquier resistencia radical en la guerra civil. Por ello, tras persecución fue arrestado en el departamento de Magdalena el 11 de agosto de 1885 y llevado a Colón. Se realizó un juicio militar lleno de irregularidades y únicamente con testigos extranjeros (un estadounidense, un alemán, un italiano y un británico) que señalaban a Prestán de ser el autor.

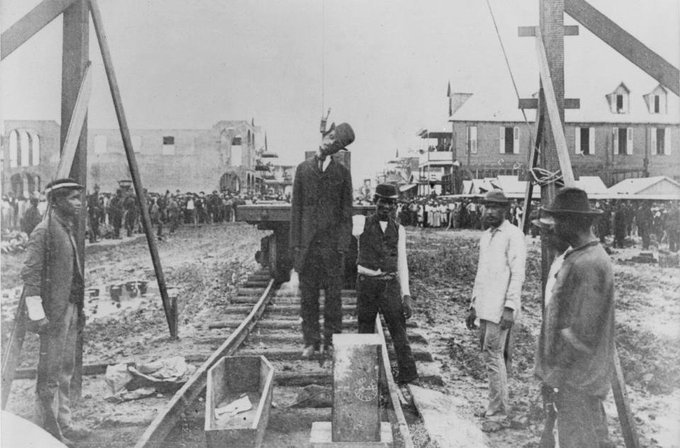
Prestán luego de ser ejecutado con la horca en la ciudad de Colón (18 de agosto de 1885).

El 18 de agosto de 1885 fue condenado a la horca, siendo ejecutado al mediodía en las vías del ferrocarril de Panamá, ante la vista de todo el público. Poco antes de la ejecución, Prestán mantuvo su inocencia, insistiendo en que el proceso estuvo amañado, que no haría daño a la ciudad de Colón y perdonó a sus ejecutores. Su tumba se encuentra en Monte Esperanza, provincia de Colón. Póstumamente, se ha considerado a Pedro Prestán como un líder revolucionario y mártir para Colón, recibiendo diversos homenajes, y el 24 de septiembre de 1985 mediante resolución del Concejo Municipal de Colón se le reconoció su inocencia y se declaró «hijo meritorio de Colón».